# Willigisplatz

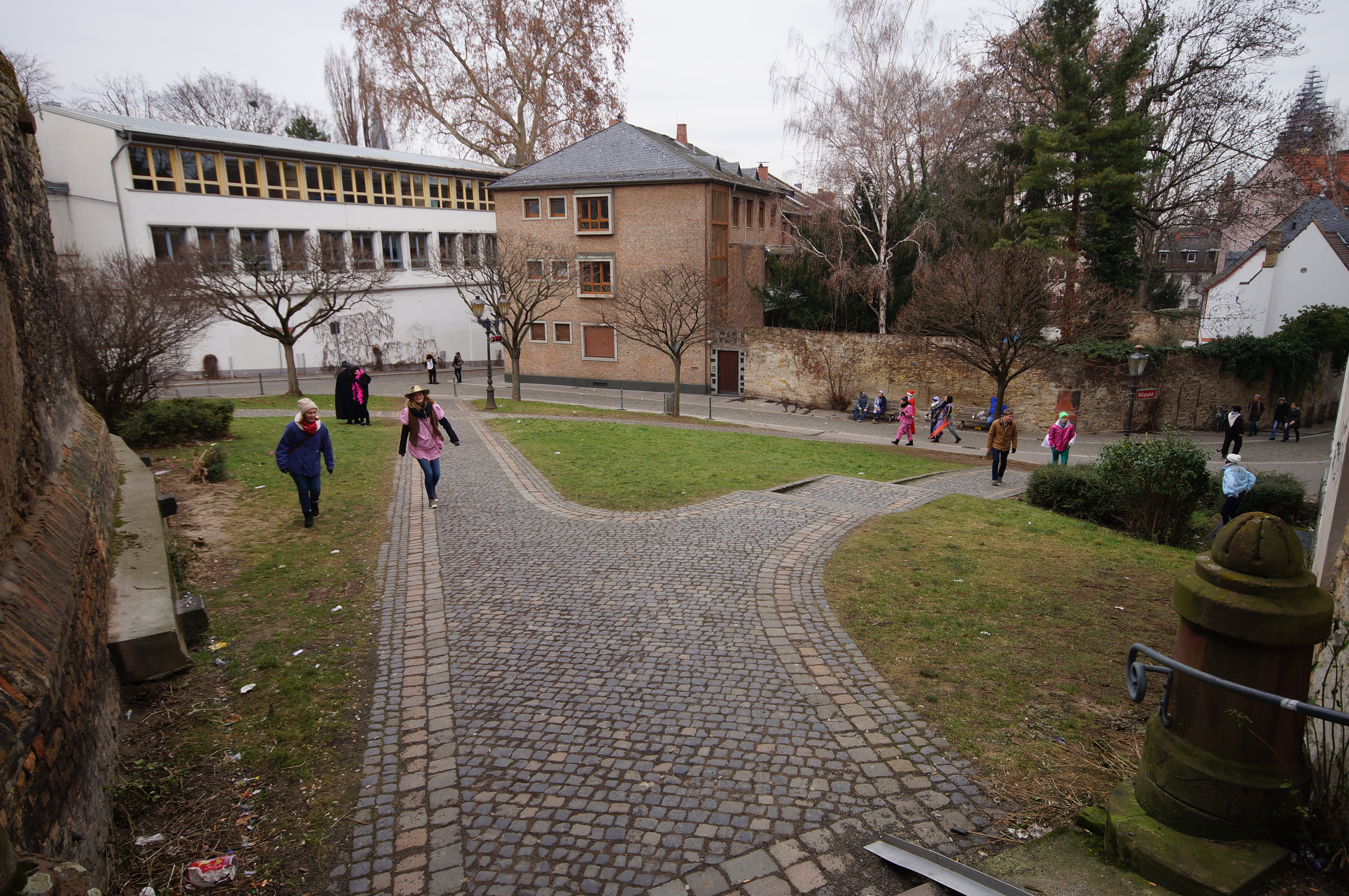
Der Willigisplatz in Mainz-Altstadt

Der Willigisplatz ist ein baukulturell und städtebaulich bedeutender Platz in Mainz-Altstadt. Er wurde nach dem ehemaligen Erzbischof von Mainz und Heiligen Willigis benannt. Der Platz ist aufgrund seiner sozialen und städtebaulichen Geschichte als Denkmalzone ausgewiesen.

## Geschichte
Der Platz wird in der Mainzer Geschichte bereits früh als „Am Stephansberg“ und „Auf dem Stephansberg“ erwähnt. Der Willigisplatz befindet sich östlich der katholischen Pfarrkirche St. Stephan. Der Platz fällt Richtung Osten ab und verstärkt so die stattliche Wirkung der Kirche. Die Denkmalzone um den Willigisplatz gehört zum ältesten Teil von Mainz. Der größte Teil der Erstbebauung um den Willigisplatz erfolgte nach den Zerstörungen im Dreißigjährigen Krieg.
Die Wiederbebauung begann Ende des 17. Jahrhunderts und dauerte bis in das 18. Jahrhundert. Dabei wurden aber nur Teile der früheren Fläche bebaut. 1850 wurden nördlich des Platzes einige Bürgerhäuser Stefansberg 9 und 11 und die Kapelle des alten Franziskanerinnenklosters erbaut. Etwa 40 Jahre später wurde südlich des Platzes die Marienschule errichtet. Heute heißt sie Bischöfliches Willigis-Gymnasium. Im 19. Jahrhundert wurde eine Treppe zwischen dem Willigisplatz und der Stefansstraße errichtet. Besonderheiten der Treppe sind der Denkmalschutz der flankierenden Mauern und der auffällig geschmiedete Handlauf.

## Architektur

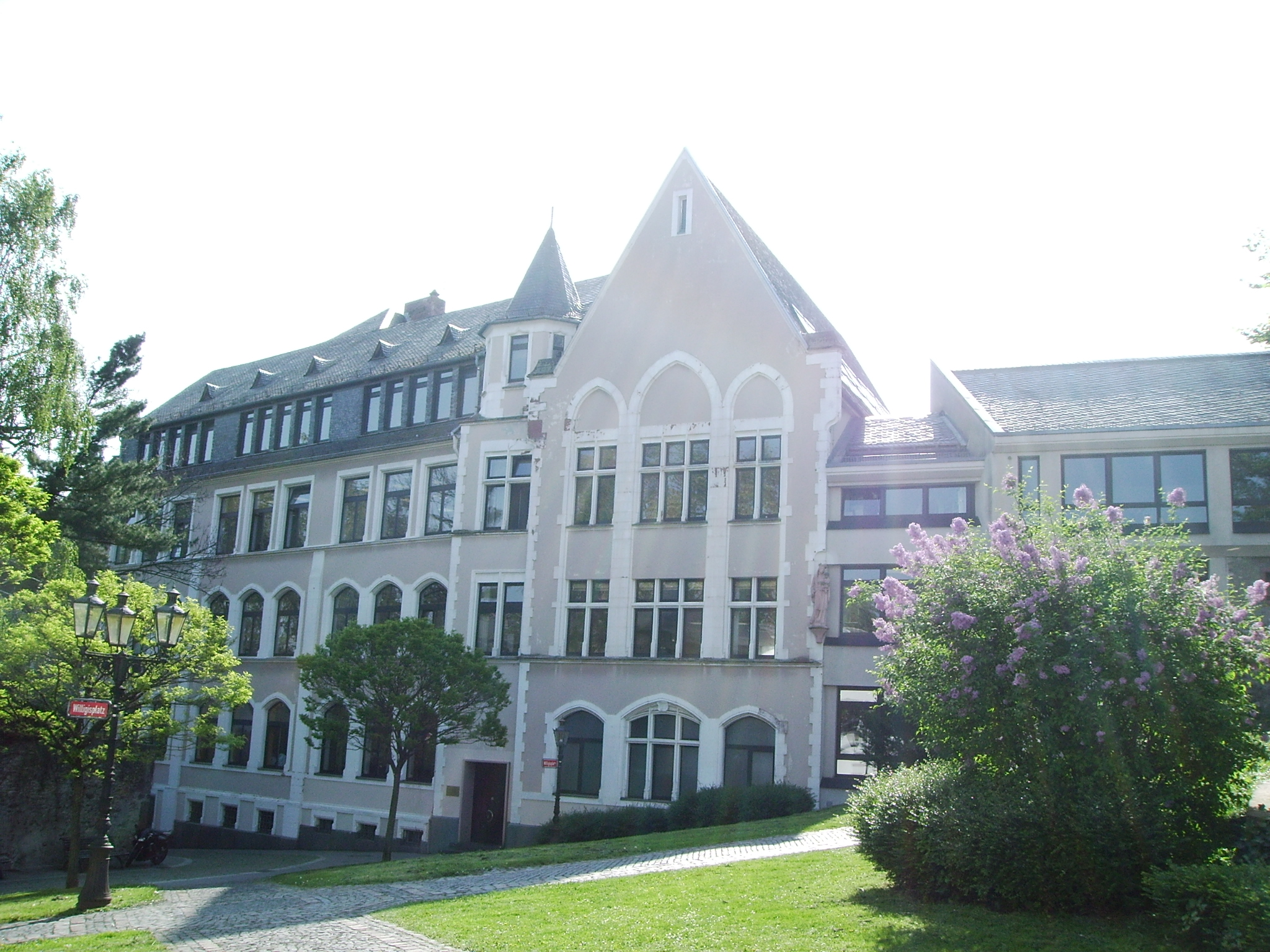
Willigis-Gymnasium

Der Platz liegt an Zusammenläufen von Straßen, die bereits im Mittelalter gebaut wurden. An ihm laufen die Straßen Stefansberg, Willigisstraße und eine Fußgängerverbindung zur Stefansstraße zusammen. Als 1975 die Verbindung zur Weißliliengasse gebaut wurde, wurde die Straße zur südöstlichen Altstadt geschlossen. Außerdem gehören zu der Denkmalzone der Ballplatz, die Maria-Ward-Straße, die Eppichmauergasse und die Pfaffengasse im Norden und die Ölgasse im Westen des Platzes. Die meisten Grundstücke wurden nach dem Dreißigjährigen Krieg etwa Ende des 17. Jahrhunderts bis zum Anfang des 18. Jahrhunderts mit Häusern für Kanoniker und mit Palästen für den Adel bebaut. Außerdem befinden sich zwischen den Anwesen großzügig angelegte Gärten.
Im 19. und 20. Jahrhundert wurden weitere Gebäude errichtet. Aufgrund der bis heute eingetragenen bedeutenden Besitzer der Grundstücke am Willigisplatz wie kirchliche Organisationen und staatliche Schulen sind die alten Formationen und Gestaltungen noch heute erkennbar. Außerdem sind heute noch in einigen Mauern vereinzelte Baustoffe von bedeutenden Gebäuden aus der Zeit vor dem Dreißigjährigen Krieg vorhanden. Teilweise sind die Bauten heute als Kulturdenkmäler ausgewiesen. Diese sehr alten Mauerstücke befinden sich in einer Gartenmauer südlich der Maria-Ward-Schule am Älteren Dalberger Hof und in der Futtermauer zwischen dem Willigisplatz und der katholischen Pfarrkirche St. Stephan. In ihr befinden sich außerdem Spolien aus dem römischen Mainz. Zudem befinden sich denkmalgeschützte Mauerteile in den Mauern neben der Treppe zwischen dem Willigisplatz und der Stefansstraße. In den Mauern befinden sich außerdem in zwei Mauernischen ein Gemälde einer Kreuzigung und ein Bild der Steinigung von Stephanus. Beide Kunstwerke tragen sowohl eine Datierung als auch Signierung von Valentin Volk aus dem Jahr 1895. und wurden 2013 restauriert bzw. 2014 durch eine Kopie ersetzt.
Der größte Teil der Bauwerke wurde im 19. und 20. Jahrhundert saniert und teilweise neu gebaut. Diese Baustoffe sind ebenfalls bis heute erhalten. Die frühere Straßenenge hat sich dagegen bis heute kaum erhalten. Einzelne Hinweise auf die damalige Enge am Willigisplatz geben heute beispielsweise die originalen Gehwege.